# 미첼 살가도
미겔 앙헬 "미첼" 살가도 페르난데스(스페인어: Miguel Ángel "Míchel" Salgado Fernández, 1975년 10월 22일, 갈리시아 지방 아스 네베스 ~)는 은퇴한 스페인의 프로 축구 선수로, 현역 시절 우측 수비수로 활약했다.
둘(이탈리아어: Il Due)이라는 별칭을 지닌 그는 거친 태클과 공격적인 경기 전개로 알려져 있다. 살가도는 공격적인 경기 전개를 셀타 비고에서 보여준 후, 한때 "가장 상대하기 어려운 선수... 훈련에서 조차 진정한 사이코패스"로 묘사되었고, 그는 전 동료 스티브 맥매너먼과 레알 마드리드에 입단한 후, 10년을 온전히 보냈다. 이후, 그는 잉글랜드의 블랙번 로버스에서 3년을 보냈다.
스페인 무대에서 15년을 보내며, 살가도는 라 리가 경기에 343번 출전하여 7골을 기록했고, 스페인 국가대표팀 일원으로 50경기 이상 출전하였으며, FIFA 월드컵과 UEFA 유럽 축구 선수권 대회에 한 차례씩 참가했다.

## 클럽 경력

### 셀타 비고
갈리시아 지방 폰테베드라 주 아스 네베스 출신인 살가도는 인근의 셀타 비고에서 프로 무대 신고식을 치렀는데, 그는 0-4로 패한 레알 마드리드와의 1995년 1월 22일 원정 경기에서 첫 라 리가 경기를 치렀다. 그는 세군다 디비시온의 살라망카로 1시즌 임대되었고, 복귀 후에는 주전 우측 수비수로 도약했다.
셀타 비고에서 활약하던 도중, 살가도는 1998년 2월에 아틀레티코 마드리드의 주니뉴 파울리스타와 사건에 연루되었다: 거친 태클을 시도한 후, 브라질인은 6달 동안 활동하지 못하게 되었고, 그 해 FIFA 월드컵 명단에도 낙마했다.
살가도는 1998-99 시즌에 개인 최다인 3골을 넣었고, 소속 구단이 리그 5위를 차지해 UEFA 유로파리그에 진출할 수 있게 도왔다.

### 레알 마드리드
1999년, 레알 마드리드는 살가도를 €11M에 영입했고, 첫 시즌에 29번의 리그 경기에 출전하였으며, 구단의 UEFA 챔피언스리그 우승을 도왔다. 그는 수도 연고 구단에 처음 7년 동안 선발로 출전했지만, 2006-07 시즌에 들어 세비야에서 건너온 세르히오 라모스에 의해 후보로 밀려났다.

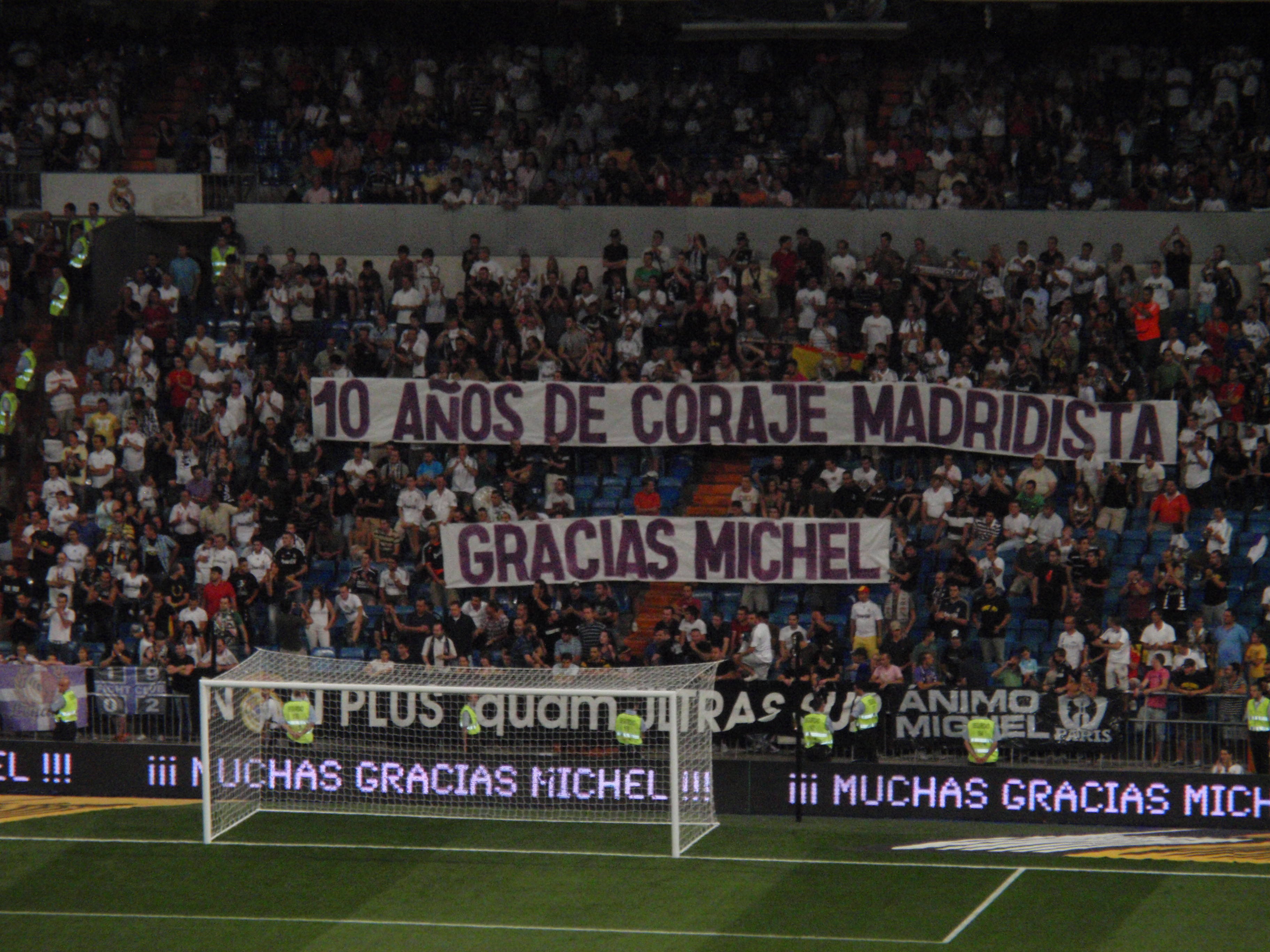
살가도의 구단에 대한 10년의 헌신에 감사를 표하는 레알 마드리드 지지자들

그러나, 살가도는 페페가 잦은 부상을 당하고, 라모스가 중앙 수비수로 임무를 바꾸어 수행하면서 16번의 리그 경기에 출전해 머랭 (Merengues) 이 30번째 리그 우승을 차지하는데 공헌했다. 이어지는 두 시즌 동안, 그는 별로 많은 출전 기회를 얻지 못했고, (두 시즌을 통틀어 17경기에 나서는데 그쳤다) 2009년 5월 31일, 1-2로 패한 오사수나와의 2008-09 시즌 최종전에서는 퇴장까지 당했고, 마드리드는 리그 5경기 연속 패배의 수렁에 빠졌다.
2009년 8월 초, 살가도는 시즌 전 기간이 중반을 향해가던 도중에 레알 마드리드에서 방출되었다.

### 블랙번 로버스
거의 34세가 된 살가도는 블랙번 로버스의 시험 훈련에서 샘 앨러다이스 감독에 인상을 준 후, 2009년 8월 19일에 프리미어리그 구단에 입단했다. 그는 새 구단에 합류한 것에 만족감을 드러냈고, 이우드 파크에서 은퇴할 의사도 드러냈다.
9월 12일, 살가도는 울버햄프턴 원더러스와의 경기에서 후반에 교체로 출전해 첫 공식 경기를 치렀다. 2009년 10월 27일, 그는 5-2로 이긴 피터버러 유나이티드와의 풋볼 리그 컵 경기에서 블랙번 1호골을 득점했다.
2011년 1월 27일, 35세의 살가도는 블랙번과의 계약 연장에 합의를 보았다. 그는 부상을 당하기 전까지 2011-12 시즌 초 경기에 선발로 출전했다.
2011년 12월, 스티브 킨 블랙번 감독은 살가도가 계약서에 명시된대로 9경기 이상 출전할 경우 재계약을 할 수 있도록 되어 있으며, 재계약이 불가능하게 되어 명단에서 제외되었다고 밝혔다.

### 풋살
40세의 살가도는 은퇴를 번복하고 인도의 프리미어 풋살의 코치 5에 지정 선수로 합류했다.

## 국가대표팀 경력
살가도는 스페인 국가대표팀 일원으로 53경기에 출전하였고, 그는 1998년 9월 5일, 키프로스와의 UEFA 유로 2000 예선전 경기에 데뷔하였지만, 2-3의 치욕적인 패배를 당했다. 그는 UEFA 유로 2000과 2006년 FIFA 월드컵에 국가대표팀 일원으로 참가했고, 전자의 대회에서는 선발로, 후자의 대회에서는 레알 마드리드 동료 라모스의 후보로 출전했다.
살가도는 막판 부상으로 2002년 FIFA 월드컵과 UEFA 유로 2004에 출전하지 못했다. 그는 갈리시아 대표팀 일원으로 출전한 경력도 있다.

## 사생활
살가도는 로렌소 산스 레알 마드리드 전 회장의 딸인 말룰라 산스를 배우자로 맞이했다.

## 경력 통계

### 클럽
| 클럽 통계 | 클럽 통계     | 클럽 통계       | 리그 | 리그 | 컵           | 컵           | 리그 컵         | 리그 컵         | 대륙 | 대륙 | 합계 | 합계 |
| 시즌      | 클럽          | 리그            | 출장 | 골   | 출장         | 골           | 출장            | 골              | 출장 | 골   | 출장 | 골   |
| 스페인    | 스페인        | 스페인          | 리그 | 리그 | 코파 델 레이 | 코파 델 레이 | 코파 데 라 리가 | 코파 데 라 리가 | 유럽 | 유럽 | 합계 | 합계 |
| --------- | ------------- | --------------- | ---- | ---- | ------------ | ------------ | --------------- | --------------- | ---- | ---- | ---- | ---- |
| 1994-95   | 셀타 비고     | 라 리가         | 14   | 0    |              |              |                 |                 |      |      | 14   | 0    |
| 1995-96   | 셀타 비고     | 라 리가         | 18   | 0    |              |              |                 |                 |      |      | 18   | 0    |
| 1996-97   | 살라망카      | 세군다 디비시온 | 36   | 1    |              |              |                 |                 |      |      | 36   | 1    |
| 1997-98   | 셀타 비고     | 라 리가         | 25   | 0    |              |              |                 |                 |      |      | 25   | 0    |
| 1998-99   | 셀타 비고     | 라 리가         | 35   | 3    |              |              |                 |                 |      |      | 35   | 3    |
| 1999-00   | 셀타 비고     | 라 리가         | 1    | 0    |              |              |                 |                 |      |      | 1    | 0    |
| 1999-00   | 레알 마드리드 | 라 리가         | 29   | 0    | 0            | 0            | -               | -               | 17   | 0    | 46   | 0    |
| 2000-01   | 레알 마드리드 | 라 리가         | 27   | 1    | 0            | 0            | -               | -               | 11   | 0    | 38   | 1    |
| 2001-02   | 레알 마드리드 | 라 리가         | 35   | 0    | 1            | 0            | -               | -               | 14   | 0    | 50   | 0    |
| 2002-03   | 레알 마드리드 | 라 리가         | 35   | 0    | 0            | 0            | -               | -               | 16   | 1    | 51   | 1    |
| 2003-04   | 레알 마드리드 | 라 리가         | 35   | 1    | 1            | 0            | -               | -               | 10   | 0    | 46   | 1    |
| 2004-05   | 레알 마드리드 | 라 리가         | 28   | 2    | 0            | 0            | -               | -               | 9    | 0    | 37   | 2    |
| 2005-06   | 레알 마드리드 | 라 리가         | 27   | 0    | 1            | 0            | -               | -               | 5    | 0    | 33   | 0    |
| 2006-07   | 레알 마드리드 | 라 리가         | 16   | 0    | 0            | 0            | -               | -               | 1    | 0    | 17   | 0    |
| 2007-08   | 레알 마드리드 | 라 리가         | 8    | 0    | 3            | 0            | -               | -               | 2    | 0    | 13   | 0    |
| 2008-09   | 레알 마드리드 | 라 리가         | 9    | 0    | 0            | 0            | -               | -               | 1    | 0    | 10   | 0    |
| 잉글랜드  | 잉글랜드      | 잉글랜드        | 리그 | 리그 | FA컵         | FA컵         | 리그 컵         | 리그 컵         | 유럽 | 유럽 | 합계 | 합계 |
| 2009-10   | 블랙번 로버스 | 프리미어리그    | 21   | 0    | 1            | 0            | 4               | 1               | -    | -    | 26   | 1    |
| 2010-11   | 블랙번 로버스 | 프리미어리그    | 36   | 0    | 2            | 0            | 0               | 0               | 0    | 0    | 38   | 0    |
| 2011-12   | 블랙번 로버스 | 프리미어리그    | 9    | 0    | 0            | 0            | 0               | 0               | 0    | 0    | 9    | 0    |
| 국가      | 스페인        | 스페인          | 378  | 8    | 7            | 0            | -               | -               | 86   | 1    | 470  | 9    |
| 국가      | 잉글랜드      | 잉글랜드        | 66   | 0    | 3            | 0            | 4               | 1               | -    | -    | 73   | 1    |
| 합계      | 합계          | 합계            | 444  | 8    | 10           | 0            | 4               | 1               | 86   | 1    | 543  | 10   |

### 국가대표팀
| 스페인 | 스페인 | 스페인 |
| 연도   | 출장   | 골     |
| ------ | ------ | ------ |
| 1998   | 3      | 0      |
| 1999   | 9      | 0      |
| 2000   | 5      | 0      |
| 2001   | 0      | 0      |
| 2002   | 5      | 0      |
| 2003   | 10     | 0      |
| 2004   | 8      | 0      |
| 2005   | 8      | 0      |
| 2006   | 5      | 0      |
| 합계   | 53     | 0      |

## 수상

### 클럽
레알 마드리드
- 라 리가: 2000–01[25] 2002–03,[25] 2006–07,[25] 2007–08[25]
- 인터콘티넨털컵: 2002[28]
- UEFA 챔피언스리그: 1999–2000,[29] 2001–02[30]
- UEFA 슈퍼컵: 2002[31]
- 수페르코파 데 에스파냐: 2001,[25] 2003,[25] 2008[25]

### 국가대표팀
스페인 U-21
- UEFA U-21 유럽 축구 선수권 대회: 1998[32][33]